# جون ميلتون (سياسي أمريكي)
جون ميلتون (بالإنجليزية: John Milton)‏ هو سياسي أمريكي، ولد في 1745، وتوفي في 1804.